# Boridia grossidens
Boridia grossidens – gatunek morskiej, tropikalnej ryby z rodziny luszczowatych, jedyny przedstawiciel rodzaju Boridia. 

## Występowanie
Południowo-zachodni Ocean Atlantycki (Argentyna, Brazylia, Urugwaj).

## Opis
Dorasta do ok. 20 cm długości. Bywa poławiana gospodarczo.